# Uroš Đurđević
Uroš Đurđević (serbiska: Урош Ђурђевић), född 2 mars 1994, är en serbisk-montenegrinsk fotbollsspelare (anfallare) som spelar för Sporting Gijón. Han representerar även Montenegros landslag. 

## Karriär
Den 21 augusti 2018 värvades Đurđević av Sporting Gijón.